# Richard Hammond
Richard Hammond   (Solihull, 19 de desembre de 1969) és un presentador de televisió britànic, àmpliament conegut pel programa d'humor automobilístic The Grand Tour, que presenta juntament amb Jeremy Clarkson i James May. Anteriorment també va participar en el programa automobilístic Top Gear.

## Carrera professional
Després de graduar-se, Hammond va treballar per a diverses estacions de ràdio de la BBC, incloent-hi Radio Cleveland, Radio York, Radio Cumbria,  Radio Leeds i Radio Newcastle.
Presentant el programa de la tarda a Radio Lancashire, els seus convidats habituals incloïen el periodista automobilístic Zogg Zieglar, que revisaria un cotxe de la setmana en ser entrevistat per telèfon per Hammond. Els dos es van convertir en bons amics, i va ser Zieglar qui va animar Hammond a participar en crítiques automobilístiques a la televisió. Després de començar a la televisió per satèl·lit, va fer una audició per a Top Gear.

### Top Gear

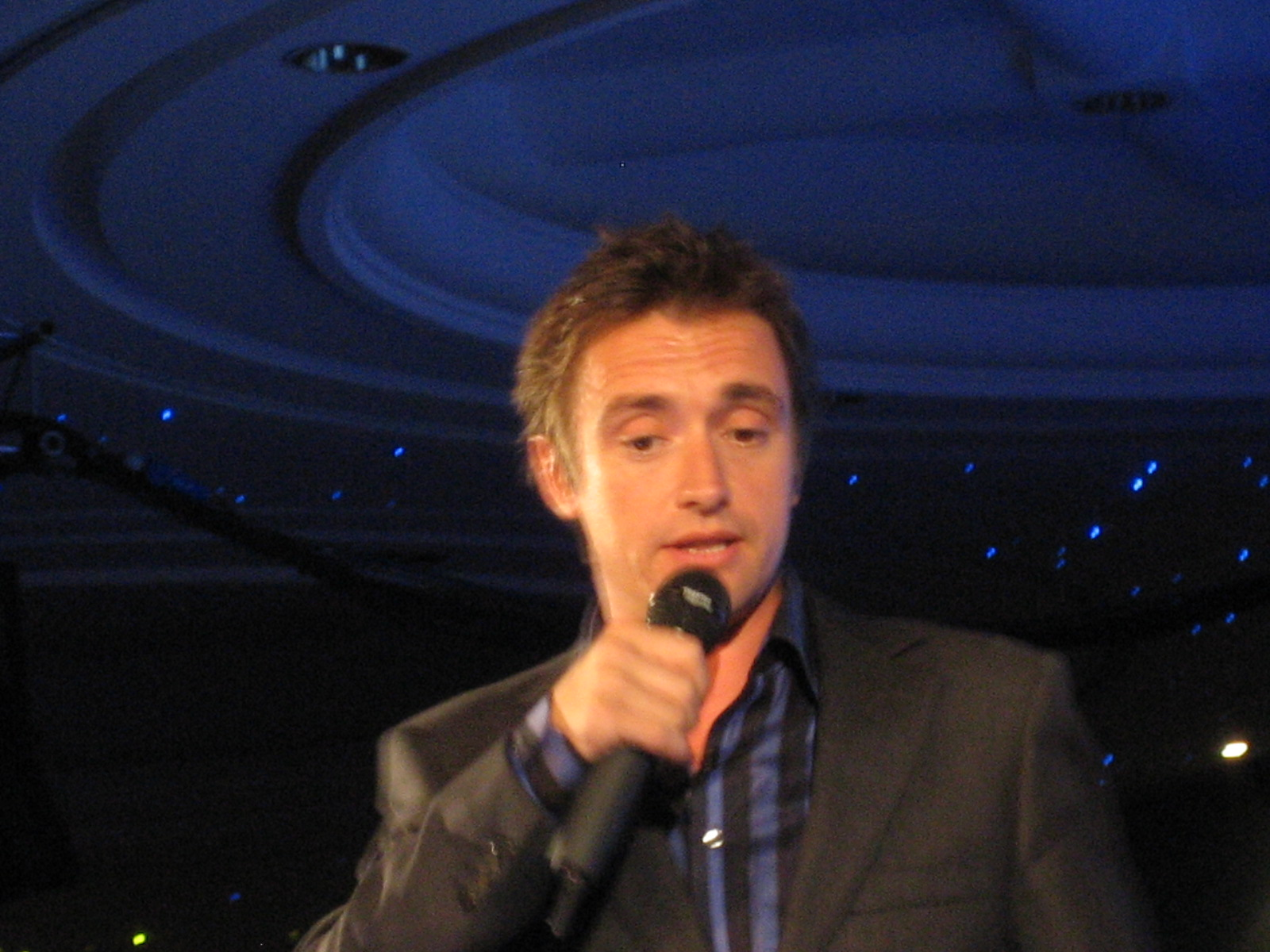
Hammond al 2006

Hammond es va convertir en un dels presentadors de Top Gear el 2002, quan el programa va començar en el seu format renovat. De vegades, els fans i els seus copresentadors el coneixen com «El hàmster» a causa del seu nom i la seva estatura relativament petita en comparació amb May i Clarkson. El seu sobrenom es va reforçar encara més en tres ocasions a la temporada 7, va menjar cartró, imitant un comportament semblant a un hàmster.